# Patricia Polifka
Patricia Polifka (8 de noviembre de 1984) es una deportista alemana que compitió en bobsleigh en la modalidad doble. Ganó una medalla de oro en el Campeonato Mundial de Bobsleigh de 2009, en la prueba por equipo.

## Palmarés internacional
| Campeonato Mundial | Campeonato Mundial           | Campeonato Mundial | Campeonato Mundial |
| Año                | Lugar                        | Medalla            | Prueba             |
| ------------------ | ---------------------------- | ------------------ | ------------------ |
| 2009               | Lake Placid (Estados Unidos) | Medalla de oro     | Equipo             |